# Kotowice (województwo łódzkie)
Kotowice – wieś w Polsce położona w województwie łódzkim, w powiecie zgierskim, w gminie Zgierz.
Wraz z sąsiednią wsią Astachowice tworzy sołectwo Astachowice.

## Historia
Wieś Kotowice pierwszy raz pojawiła się w dokumentach historycznych w 1391 roku jako Cothouicza. W latach 1975–1998 należała administracyjnie do ówczesnego województwa łódzkiego.